# 檬双乡
檬双乡，是中华人民共和国四川省达州市通川区曾经下辖的一个乡。2019年12月，撤销檬双乡，将其所属行政区域划归双龙镇管辖。

## 行政区划
檬双乡撤销前下辖以下地区：
街道社区、松坪村、檬子村、冲天村、小锣村、匡坪村、五丰村、尚寺村和黄龙村。